# Mortlach Parish Church

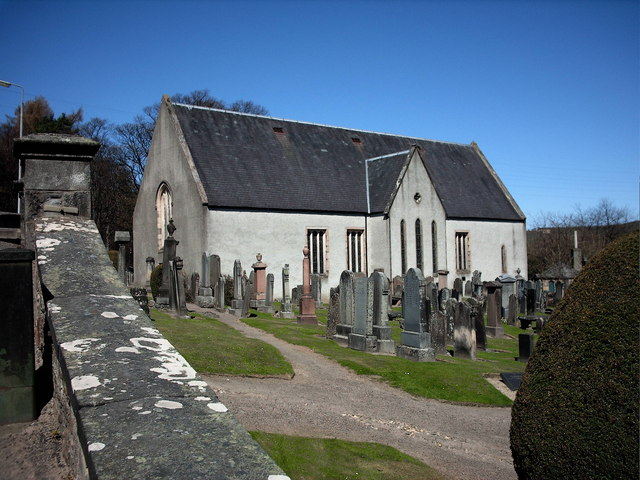
Mortlach Parish Church

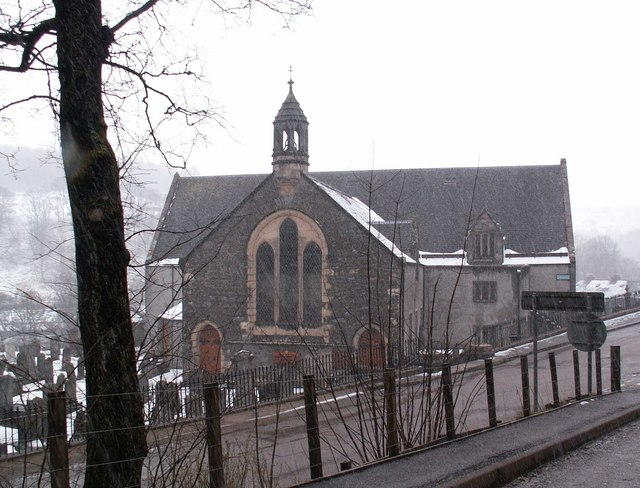
Rückansicht

Die Mortlach Parish Church (auch: St Moloc oder Moluag) ist eine Pfarrkirche der presbyterianischen Church of Scotland in der schottischen Ortschaft Dufftown in der Council Area Moray. 1972 wurde das Bauwerk in die schottischen Denkmallisten zunächst in der Kategorie B aufgenommen. Die Hochstufung in die höchste Denkmalkategorie A erfolgte 1987. Ihr ehemaliges Pfarrhaus ist separat als Kategorie-B-Bauwerk klassifiziert. Der auf dem umgebenden Friedhof stehende Battle Stone ist als Scheduled Monument geschützt.

## Geschichte
Zweifellos zählt der Standort zu den ältesten christlichen Niederlassungen in Nordostschottland. Der schottische Missionar Moluag, dem die Kirche geweiht ist, ein Zeitgenosse Columbans, soll am Standort im Jahre 566 ein Kloster gegründet haben. Gegen Ende des Frühmittelalters stellt sich die Datenlage zum Standort als ungesichert dar. Um das Jahr 1010 soll dort, möglicherweise durch Malcolm II., ein klösterlicher Bischofssitz nach keltischer Tradition gegründet worden sein, der 1125 dem Bistum Aberdeen untergeordnet worden sein soll. Dies harmoniert mit der Erwähnung eines Klosters Murthillac, das in einer päpstlichen Bulle aus dem Jahre 1157 erwähnt wurde und zu den Besitztümern des Bistums Aberdeen gehört haben soll.
Die ältesten Fragmente der heutigen Mortlach Parish Church stammen aus dem 13. Jahrhundert. Über die Jahrhunderte wurde das Gebäude stetig gewandelt. Die wesentlichen Teile des heutigen Baus entstammen jedoch zwei Bauphasen in den Jahren 1826 und 1876. 1931 wurde die Kirche restauriert.

## Beschreibung
Die Mortlach Parish Church steht isoliert inmitten des umgebenden Friedhofs am Südrand von Dufftown in der ehemals eigenständigen Streusiedlung Kirktown of Mortlach zwischen den Whiskybrennereien Dufftown und Mortlach. Die Fassaden der T-förmigen Saalkirche sind mit Harl verputzt. Mittelalterliche gotische Lanzettfenster wurden im 19. Jahrhundert durch weitere Lanzettfenster sowie ein spitzbogiges Maßwerk ergänzt. Zwei spitzbogige Eingangsportale sind unter einer gemeinsamen Bekrönung vereint. Die Bleiglasfenster wurden von den bedeutenden schottischen Glaskünstlern Douglas Strachan beziehungsweise Daniel Cottier gefertigt. Die Dächer der Kirche sind mit Schiefer eingedeckt.

## Pfarrhaus
Das Danesfield genannte Pfarrhaus liegt nördlich der Kirche. Es wurde im Jahre 1844 von dem in Elgin ansässigen Architekten Thomas Mackenzie entworfen. Hierbei wurden Fragmente eines älteren Hauses am Standort integriert. Das Mauerwerk besteht aus Granitbruch, der grob zu ungleichförmigen Quadern behauen wurde. Abgesetzte Einfassungen bestehen aus Sandstein. Die Eingangstüre mit schlichtem Kämpferfenster des zweigeschossigen Baus mit L-förmigem Grundriss befindet sich im Gebäudeinnenwinkel. Das mit lokalem Schiefer eingedeckte Dach ist mit Lukarnen ausgeführt. Die oktogonalen Kamine sind firstständig.